# Санта Барбара-Рипа (Фођа)
Санта Барбара-Рипа (итал. Santa Barbara-Ripa) је насеље у Италији у округу Фођа, региону Апулија.
Према процени из 2011. у насељу је живело 10 становника. Насеље се налази на надморској висини од 37 м.